# Aka-Kol jezik
Aka-Kol jezik (kol; ISO 639-3: aky), jedan od velikoandamanskih jezika, andamanska porodice, koji je govorilo pleme Aka-Kol na jugoistoku otoka Middle Andaman, Andamansko otočje, Indija.
Jezik i pleme izumrli su oko 1921. 

## Vanjske poveznice
- Ethnologue (14th)
- Ethnologue (15th)